# Расько, Игорь Владимирович
Игорь Владимирович Расько (род. 7 октября 1966, Москва) — советский и российский хоккеист, нападающий. Мастер спорта СССР международного класса. Тренер.

## Биография
Сын хоккеиста Владимира Расько. Воспитанник «Крыльев Советов», первый тренер Григорий Савельев. Дебютировал за команду в сезоне 1981/82, проведя один матч в переходном турнире. В следующем сезоне сыграл два матча. Выступал за клуб до сезона 1988/89, также выступал за воронежский «Буран» из первой лиги (1987/88) и ШВСМ-МЦОП Москва (1988/89) из второй лиги. В сезонах 1989/90 — 1992/93 играл за «Кристалл» Электросталь; провёл один матч в составе «Крыльев Советов» в Суперсерии с клубами НХЛ 1989—1990 — в поединке против «Нью-Йорк Рейнджерс» (3:1) сделал голевую передачу.
Играл в Чехии за клубы «Пардубице» и «Баник» Годонин (1993/94), в Австрии за «Винер».
Победитель чемпионата Европы среди юниорских команд 1984. Бронзовый призёр чемпионата мира среди молодёжных команд 1985. Серебряный призёр хоккейного турнира зимней Универсиады 1987. Победитель хоккейного турнира зимней Универсиады 1993.
С 2001 года — тренер-преподаватель СДЮШОР «Крылья Советов». Главный тренер МХК «Крылья Советов-2» (2008/09), старший тренер МХК «Крылья Советов» (2009/10).